# Trajano Augusto de Carvalho
Trajano Augusto de Carvalho (Desterro, atual Florianópolis, Santa Catarina, 1830 - 1898) foi um engenheiro e inventor brasileiro, criador de um novo formato para a carena dos navios.

## Biografia
Trajano Augusto de Carvalho tornou-se operário do Arsenal da Corte (Rio de Janeiro) em 1848. Em 1855 foi para a Europa estudar engenharia naval. Em 1859 retornou ao Brasil, e foi nomeado primeiro construtor do Arsenal da Bahia. Em 1860 passou de novo ao Arsenal da Corte, onde trabalhou até 1865, quando foi mandado à Europa fiscalizar a construção de dois encouraçados. Voltou ao Brasil no ano seguinte.
Em 1869 foi novamente à Europa para fiscalizar a construção e receber a cábrea flutuante Gafanhoto, as canhoneiras Henrique Dias e Felipe Camarão e os vapores Vassimon e Werneck. De volta ao Brasil e ao Arsenal da Corte concebeu a Carena Trajano, que no ano ulterior patenteava na Europa. Essa carena proporcionava menor resistência ao deslocamento dos navios, resultando em mais velocidade e em economia de combustível.
Regressando ao Brasil, assumiu em 1872 a Diretoria de Construções Navais do Arsenal, em substituição ao engenheiro Napoleão João Baptista Level, que fora designado para o Exterior. Permaneceu nesse cargo até 1874, quando a seu pedido deixou o serviço da Marinha para trabalhar na indústria privada. Por conta da Companhia Nacional de Navegação, foi à Europa fiscalizar a construção dos vapores Rio de Janeiro e Rio Grande, por ele projetados. Depois trabalhou até 1889 no estaleiro Miers Irmãos & Maylor. Em 1890 organizou a Companhia Brasil Oriental e Diques Flutuantes para explorar um novo sistema de dique flutuante de sua invenção, que não foi avante. Mesmo depois de deixar a Marinha, continuou a colaborar em projetos navais e pareceres técnicos, permitindo inclusive que a Marinha usasse a carena de sua invenção gratuitamente.